# Knopfbecherchenverwandte
Die Knopfbecherchenverwandte (Orbiliaceae) sind eine Familie der Schlauchpilze, die in einer eigenen Ordnung der Knopfbecherchenartigen (Orbiliales) und eigenen Klasse Orbiliomycetes stehen. Einige Arten sind nematophag.

## Merkmale
Die Fruchtkörper (Hauptfruchtform, Teleomorphe) sind kleine (meist zwischen 0,2 und 2 mm im Durchmesser), wachsartige Apothecien, die durchscheinend oder leicht bis auffällig pigmentiert sind (meist mit Gelb- bis Rottönen, selten purpurviolett oder olivschwarz). Sie wachsen meist auf Holz und Rinde, auch auf krautigen Substraten, alten Pilzfruchtkörpern, tierischen Resten oder am Boden. Das Excipulum (Gehäuse) besteht aus runden bis eckigen oder prismatischen, durchscheinenden Zellen. Am Rand ist das Apothecium glatt oder seltener mit Haaren von sehr verschiedener Länge besetzt, die zu Zähnen verklebt sein können. Das Hymenium besteht aus Paraphysen, die oft einen keulig-kopfigen Apex (Spitze) besitzen. Die Asci sind häufig 8-sporig aber auch 16-, 32-, 64- oder 128-sporig, und ihre Zellwand ist nirgends amyloid. Sie sind apikal im Totzustand (ohne Turgor) abgerundet oder abgeflacht bis sattelförmig eingebuchtet, dünnwandig oder leicht bis stark dickwandig. Basal variieren sie von kurz und dick bis lang und dünn gestielt. Die ascogenen Hyphen sind entweder einfach septiert oder bilden an den Septen Haken. Das interascale Gewebe ist zuweilen durch eine Gelmatrix verbunden und außen oft von einem amorphen Exsudat bedeckt.
Die Ascosporen sind stets hyalin und fast immer nicht septiert. Sie sind je nach Art äußerst vielgestaltig und von sehr verschiedener Größe (etwa von 2 bis 30 Mikrometer lang). An Formen kommen vor: kugelig, ellipsoid, keulig, tränenförmig, spindelig, fadenförmig, selten dreieckig oder herzförmig. Nicht selten besitzen die Sporen am unteren Ende eine mehr oder weniger dünne, schwanzartige Verlängerung, die zuweilen am Ende angeschwollen ist. Verlängerte Sporen sind je nach Art nicht selten wenig bis sehr stark gekrümmt.
Lebende Ascosporen besitzen einen apikalen, stark lichtbrechenden, in KOH löslichen cytoplasmatischen Einschluss von sehr verschiedener Form und unbekannter Funktion. Diese „spore bodies“ (Sporenkörper, SB) kommen bei manchen Arten auch zu mehreren an beiden Sporenenden vor. Sie sind ein charakteristisches Merkmal der Orbiliomycetes und von keiner anderen Klasse der Ascomyzeten bekannt. Die Sporenkörper werden wie Vakuolen durch eine Einstülpung der Zellmembran (Plasmalemma) am Ende der Sporenreifung gebildet und bleiben über einen Membran-Strang mit der Zellmembran in Verbindung. Sie sind mit einer lichtbrechenden Substanz gefüllt, die sich bei einer Vitalfärbung mit Brillantkresylblau dunkelblau einfärbt. An Formen kommen vor: kugelig, tränenförmig, fadenförmig, pfropfförmig, linsenförmig. Bei manchen Gruppen ist der Membran-Strang stark ausgedünnt und verlängert. Form und Größe der Ascosporen und ihrer Sporenkörper dienen innerhalb der Knopfbecherchenverwandten als Hauptmerkmal zur Klassifizierung und Artentrennung. Bei Arten mit nur einem (apikalen) Sporenkörper sind fast immer einige der Sporen im Ascus verkehrt herum orientiert.
Ein weiteres charakteristisches Merkmal einiger Arten sind die ebenfalls nur vital zu beobachtenden, KOH-löslichen cytoplasmatischen Körper („soluble cytoplasmatic bodies“, SCB), die einzeln oder zu mehreren pro Zelle im sterilen Gewebe vorkommen. Diese haben eine gezackte Gestalt, sind aber auch gerne ring-, hufeisen- oder schlüsselloch-förmig, und häufig blass orange.
Die meisten Arten bilden eine Nebenfruchtform (Anamorphe) aus, die zu den Hyphomyceten gerechnet wird. Diese bildet ein hyalines oder blass rosa bis oranges Myzel und relativ große (etwa 10–100 µm lang), holoblastische, hyaline, meist septierte Konidien von sehr verschiedener Gestalt, Krümmung und Verzweigung (ellipsoid, keulig, fadenförmig, C-, Y-, H-förmig usw.).

## Verbreitung und Lebensweise
Die Arten kommen weltweit vor. Sie leben im Boden, auf und in totem Pflanzenmaterial und bauen als Destruenten Zellulose und Lignin ab. Einige Vertreter bilden zudem Fallen aus und fangen damit Nematoden. Eine noch nicht beschriebene Art fängt Rädertierchen.
Etwa 80 Prozent der Arten wachsen auf trockenem oder zumindest zeitweise austrocknendem Pflanzenmaterial. Bei diesen sogenannten xerotoleranten Arten ertragen die Fruchtkörper ein völliges Austrocknen, bei vielen Arten für bis zu zwei bis drei Jahre. Solche Arten bevorzugen extrem trockene Gebiete (Buschland, Halbwüsten), wo sie vor der Konkurrenz weniger angepasster Pilze geschützt sind. In Tibet wurden Vertreter in 3500 m Seehöhe gefunden.
Nematophage Vertreter der Familie werden meist in temperaten Regionen in dauerfeuchtem bodennahem Milieu gefunden, kommen aber auch in extrem trockenen Gebieten wie Oman vor. Auch auf einigen Antarktischen Inseln (Signy Island der Südlichen Orkney-Inseln, und Galíndez-Insel der Argentinischen Inseln im Wilhelm-Archipel nahe der Antarktischen Halbinsel) wurden sie im Boden gefunden.

## Systematik
Die Klasse ist neben den Pezizomycetes die basalste Gruppe der Echten Schlauchpilze. Es sind inzwischen rund 360 Arten bekannt, von denen viele noch nicht erstbeschrieben sind. Eine Monographie über die Orbiliomycetes von Baral, Weber und Marson ist in Vorbereitung.

### Teleomorphe
Eriksson 2006 nennt für die Klasse zwei teleomorphe Gattungen:
- Hyalorbilia: Die Ascusspitze ist halbkugelig und dünnwandig. Die Asci sind meist kurz und dick gestielt und entstehen stets aus Haken. Das Excipulum besteht meist aus prismatischen Zellen. Bei den meisten Arten besitzen die Sporen an jedem Ende einen oder mehrere, meist kugelige Sporenkörper. Die Spitzen der Paraphysen sind nicht bis mäßig verdickt. Das Hymenium ist oft gallertig. Die Apothecien sind meist hyalin bis gelblich-chlorfarben, seltener orange.[1]
- Orbilia: Die Ascusspitze ist halbkugelig oder sattelförmig abgeflacht, und dünn- bis dickwandig. Die Asci sind oft lang und dünn gestielt, basal meist gabelig verzweigt, und entstehen nicht aus Haken. Das Excipulum besteht meist aus runden bis eckigen Zellen. Die Sporen besitzen nur einen apikalen Sporenkörper von sehr verschiedener gestalt. Die Spitzen der Paraphysen sind nicht bis stark verdickt. Das Hymenium ist nicht gallertig. Die Apothecien sind hyalin, rosa, orange, rot oder gelb, selten schwarz.[1] Die Artabgrenzungen sind vielfach noch künstlich, so sind für die Teleomorphe Orbilia auricolor bereits vier Anamorphen bekannt.[10]

- Pseudorbilia: 2007 wurde eine neue Gattung Pseudorbilia mit der vorerst einzigen Art Pseudorbilia bipolaris beschrieben: Die Ascusspitze ist abgeflacht und dünnwandig. Die Asci entstehen aus Haken. Das Excipulum besteht aus eckigen Zellen. Die Sporen sind zylindrisch bis leicht hantelförmig und besitzen an jedem Ende einen Sporenkörper. Die Spitzen der Paraphysen sind leicht verdickt. Das Hymenium ist nicht gallertig. Die Apothecien sind hyalin.[1]

### Anamorphe
Bei den Anamorphen gibt es rund 12 Gattungen. Eriksson et al. 2003 nennt:
- Anguillospora
- Arthrobotrys
- Dactylella
- Dactylellina
- Dicranidion
- Drechslerella
- Dwayaangam
- Gamsylella: nach Li et al. (2005)[11] ist der Name ein Synonym von Dactylellina.
- Helicoon (Zugehörigkeit fraglich)
- Lecophagus
- Tridentaria
- Trinacrium

Nach neueren Arbeiten gibt es zumindest zwei weitere Gattungen:
- Brachyphoris
- Vermispora

## Nematophage Vertreter
Einige anamorphe Gattungen sind befähigt, Nematoden (Fadenwürmer) zu fangen. Sie stellen den Großteil der nematophagen Pilze. Ihre Fallen gehören zu drei Grundtypen: Klebeknöpfe, klebrige Netze und Fangschlaufen. Der Fallentyp hat sich als taxonomisch brauchbares Merkmal erwiesen, im Gegensatz zu den lange verwendeten Konidien- und Konidienträger-Formen.

### Systematik der nematophagen Vertreter
Nach den Untersuchungen von Li et al. werden in der Familie nur noch drei Gattungen nematophager Pilze unterschieden, die Gattung Gamsylella wird nicht mehr als gültig angesehen. Sie gruppieren aufgrund molekulargenetischer Untersuchungen die bisher bekannten Formen in drei Gattungen, die folgende Fallentypen besitzen:
- Drechslerella: Die Falle ist eine zusammenziehende Schlaufe, die aus drei bei Berührung durch einen Nematoden schlagartig anschwellenden Zellen und einem kurzen, starken Stiel besteht.
- Arthrobotrys: Die Falle ist ein ungestielter Klebeknopf, der sich zu einem klebenden Netz weiterentwickelt, oder es kommen nur klebende Netze vor. Folgende zwei Arten wurden von Li et al.[11] in ihrem Umfang neu umschrieben:
  - Arthrobotrys arcuata
  - Arthrobotrys gephyropaga
- Dactylellina: Die Falle ist ein gestielter Klebeknopf. Manche besitzen nicht-zusammenziehende Schlaufen oder ungestielte Klebeknöpfe, die weiterwachsen zu Klebe-Hyphen und -Ringen. Folgende Arten wurden von Li et al.[11] in ihrem Umfang neu umschrieben:
  - Dactylellina candidum
  - Dactylellina lobata
  - Dactylellina parvicolle
  - Dactylellina phymatopaga
  - Dactylellina robusta

### Evolution
Die nematophagen Vertreter entstanden aus nichtnematophagen Vorfahren aus der Gattung Orbilia. Sie bilden innerhalb der Knopfbecherchenverwandten eine monophyletische Gruppe. Allerdings liegen innerhalb ihrer Verwandtschaftsgruppe, nahe bei Vertretern mit Klebeknöpfen, einige nichtnematophage Arten der Gattung Dactylella. Eine Erklärungsmöglichkeit ist, dass diese Arten die Klebeknöpfe wieder verloren haben. Der Verlust dieser Strukturen ist auch bei an sich nematophagen Arten in Kultur bekannt. Die Arten mit Klebeknöpfen sind auch näher mit den nichtnematophagen Dactylella-Arten verwandt als mit jenen Arten mit anderen Fallen.
Klebeknöpfe gelten als ursprünglicheres Merkmal, Schlaufen und Klebenetze als davon abgeleitete Formen. Diese sind wesentlich effektiver im Nematodenfang, da bei Klebeknöpfen die Nematoden nur an einem Punkt festgehalten werden. Bei Klebenetzen bleiben sie an mehreren Punkten hängen, in der Schlaufe werden sie durch das Anschwellen der Zellen aktiv festgehalten und erwürgt. Diese vermuteten Evolutionslinien werden zum einen durch die molekulargenetischen Untersuchungen zur Verwandtschaft gestützt, zum anderen durch die ontogenetische Entwicklung bei Arten mit mehreren Fallentypen. Bei mehreren Arten wurde beobachtet, wie sich aus Klebeknöpfen Fangnetze bzw. Schlaufen bildeten.
Die Fallentypen entwickelten sich in zwei Evolutionslinien:  Eine Linie führte zu den Fangschlaufen, die andere zu den Klebefallen. Von letzterer zweigte früh die Linie zu den Klebenetzen ab, während sich die Hauptlinie zu den Klebeknöpfen entwickelte. Die führten über eine Verlängerung des Stieles bis hin zu den Formen mit nichtzusammenziehenden Schlaufen.